# المناجم (الواحات البحرية)
المناجم هي إحدى القرى التابعة لمركز الواحات البحرية في محافظة الجيزة في جمهورية مصر العربية.